# Adriana Karembeu
Adriana Karembeu (rođen Adriana Sklenaříková, 17. rujna 1971.) je slovačka manekenka i glumica.

## Životopis
Adriana Sklenaříková je rođena u gradu Brezno u središnjoj Slovačkoj. Prvobitno je studirala medicinu u Pragu ali je odustala od studija da bi postala manekenka u 1997. godine.
U SAD-u bila je mankenka kompanije Victoria's Secret. Poznata je po najdužim nogama u svijetu mode.
Godine 2006. je izabrana za najseksipilniju ženu na svijetu. Ona je bivša Guinnessova rekorderka za najduljim nogama među ženskim modelima.
Kao glumica, pojavila se u nekoliko filmova, uključujući Asterix na olimpijskim igrama (2008).

## Vanjske poveznice
- Službene stranice  Arhivirana inačica izvorne stranice od 14. rujna 2019. (Wayback Machine)
- Adriana Karembeu u internetskoj bazi filmova IMDb-u (engl.)